# Weru (ägyptische Mythologie)
Weru war die altägyptische Bezeichnung von Opfergottheiten, die bereits im Alten Reich gut belegt sind. 

## Hintergrund

### Altes Reich
Im frühen Alten Reich galten die Weru als Opfergötter des verstorbenen Königs (Pharao), die für ihn am Morgen aufstanden und ihm die Morgenmahlzeit zubereiteten. Im Gegenzug sollte der König die Weru-Gottheiten mit einer Wasserspende versehen, die er zuvor erhalten hatte. Im weiteren Verlauf führte der verstorbene König die Scherru-Gottheiten (Die Kleinen). 
Die gleiche Symbolik wurde insbesondere im Neuen Reich auf Schu und Tefnut übertragen, die für die Wiederbeseelung des Verstorbenen nach dem vollzogenen Mundöffnungsritual zuständig waren.

### Mittleres Reich
Im Mittleren Reich werden die Weru als Gottheiten, die Atum erschuf verehrt. Besonders auffällig ist die veränderte Rollenzuweisung der Weru, die nun selbst zu Opfergaben werden, die der Verstorbene gemeinsam mit Amun darbringt, wenn in der Nacht des Richtens die Weru getötet werden. Nach Tötung der Weru zerschneidet der Verstorbene ihre Körper und tötet anschließend die Scherru, um sich danach zum Ruhen in die Gräber der Weru und Scherru zu begeben. Durch die Tötung wurde den Weru-Gottheiten die Macht genommen, Einfluss auf den Verstorbenen auszuüben.